# Cisitalia D46
Cisitalia D46 je dirkalnik konstruktorja Cisitalia, ki je bil uporabljen na dirkah za Veliko nagrado, Formule 1 in Formule 2 med sezonama 1946 in 1952. Skupno so dirkači z njim nastopili na dvestopetinpetdesetih dirkah v vseh kategorijah, stosedemindvajsetkrat so dirko končali ter dosegli dvanajst zmag in še šestintrideset uvrstitev na stopničke. 
Dirkalnik je debitiral v sezoni 1946, ko je na dirki Coppa Brezzi nastopilo kar sedem dirkačev z dirkalnikom D46. Dosegli so trojno zmago, Piero Dusio pred Francom Cortesejem in Louisom Chironom med tem, ko so Raymond Sommer, Tazio Nuvolari, Clemente Biondetti in Piero Taruffi odstopili. V tej sezoni je Nuvolari dosegel še drugo mesto na svoji domači dirki za Veliko nagrado Mantove, v naslednji sezoni 1947 pa so dosegli kar osem zmag. Franco Cortese je zmagal na dirki Sehab Almaz Bey Trophy, Hans Stuck na dirki Maipokalrennen, Felice Bonetto na dirkah za Veliko nagrado Astija in Veliko nagrado Vigevana, Piero Taruffi na dirkah za Veliko nagrado Vercellija, Veliko nagrado Caracalle in Veliko nagrado Lida di Venezie ter Franco Venturi na dirki Coppa Ciano.
V sezoni 1948 so bile dosežene zadnji tri zmage dirkalnika, Bonetto na dirkah za Veliko nagrado Vercellija in Veliko nagrado Mantove ter Taruffi na dirki za Veliko nagrado Berna. V sezoni 1949 se je dirkačem uspelo le še dvakrat uvrstiti na stopničke, Frank Kennington je bil drugi na dirki Lavant Cup, Frank Kennington tretji na dirki Manx Cup, v sezonah 1949, 1950, 1951 in 1952 dirkači niso dosegli večjih uspehov. Piero Dusio je prav v zadnjem nastopu dirkalnika nastopil na prvenstveni dirki Formule 1 za Veliko nagrado Italije v sezoni 1952, a se mu ni uspelo kvalificirati na samo dirko.